# 가의도항
가의도항(賈誼島港)은 충청남도 태안군 근흥면 가의도리, 가의도 섬에 위치한 어항이다. 1972년 8월 7일 지방어항으로 지정되었다. 시설관리자는 태안군수이다.

## 어항구역
가의도항의 어항구역은 다음과 같다.
- 수역[1]
  - 솔섬 장벌뿌리 기점(X=351,219 Y=114,769)으로부터 정남으로 300m, 이 점에서 정동에서 남쪽방향으로 그어 솔섬뿌리에(X=350,844 Y=115,271)그은 선내의 공유수면
- 육역